# Food Coop
Pour plus de détails, voir Fiche technique et Distribution.
Food Coop est un documentaire franco-américain réalisé par Tom Boothe, sorti en 2016.
Il présente l'expérience du supermarché autogéré Park Slope Food Coop à New York.

## Synopsis
Le film présente l'expérience de la Food Coop à Park Slope, un quartier de New York, en 1973. Ce supermarché participatif comprend 17 000 membres également tous propriétaires de la société et qui s'engagent à y travailler 2 h 45 par mois.

## Fiche technique
- Titre original : Food Coop
- Réalisation : Tom Boothe
- Scénario :
- Direction artistique :
- Son :
- Photographie :
- Montage image :
- Musique :
- Production :
- Sociétés de production :
- Société de distribution : Lardux Films
- Budget :
- Pays d'origine :  France,  États-Unis
- Langue : français, anglais
- Format :
- Genre : documentaire
- Durée : 1 h 37
- Dates de tournage :
- Lieux de tournage :
- Sortie en salle :
  - France : 2 novembre 2016